# High Voltage Sid Collection
De High Voltage Sid Collection is een project dat Commodore 64-muziek archiveert en voor het nageslacht bewaart. De Commodore-64 kende een rijke muziektraditie en er zijn veel nummers voor geschreven, met name in computerspellen. De musici zijn echter veelal anoniem gebleven.
Het HVSC probeert de musici van deze werken op te sporen en probeert toestemming te krijgen hun muziek in de HSVC op te nemen. C64-muziek is niet zomaar een bestandje, de musici schreven programmacode die de registers van de SID-synthesizer manipuleerde. Het muziekstuk bestaat dus uit deze programmacode. 
Hier komen de hackers van het HSVC-project aan bod. Zij disassembleren het oorspronkelijke computerspel en isoleren hier de programmacode uit die zich met de muziek bezighoudt. Deze wordt gescheiden en wordt er vervolgens een .sid-bestand van gemaakt. Met een speciale speler die de processor en SID-synthesizer emuleert kan de muziek vervolgens op een moderne computer ten gehore gebracht worden.
De High Voltage Sid Collection bestaat op dit moment uit meer dan 50.000 nummers.